# Mistrzostwa Europy w Piłce Nożnej Kobiet 2025 (eliminacje)/Grupa C1
W Grupie C1 eliminacji Mistrzostw Europy w Piłce Nożnej Kobiet 2025 brały udział następujące zespoły:
- Białoruś
- Litwa
- Cypr
- Gruzja

## Tabela
| Lp. | Drużyna  | M | Mecze | Mecze | Mecze | Bramki | Bramki | Bramki | Pkt |
| Lp. | Drużyna  | M | W     | R     | P     | +      | −      | +/−    | Pkt |
| --- | -------- | - | ----- | ----- | ----- | ------ | ------ | ------ | --- |
| 1.  | Białoruś | 6 | 6     | 0     | 0     | 19     | 0      | +19    | 18  |
| 2.  | Gruzja   | 6 | 3     | 1     | 2     | 6      | 7      | −1     | 10  |
| 3.  | Litwa    | 6 | 2     | 1     | 3     | 5      | 10     | −5     | 7   |
| 4.  | Cypr     | 6 | 0     | 0     | 6     | 1      | 14     | −13    | 0   |

## Wyniki
| 5 kwietnia 2024 16:00 CEST | Cypr | 0:3(0:2)Raport | Białoruś · 2' Kubichnaya · 45+2' (k) Shuppo · 90+5' Shlapakova | Stadion Dasaki, Achna Widzów: 114 Sędzia: Stacey Pearson |
|                            |      |                |                                                                |                                                          |

| 5 kwietnia 2024 17:00 CEST | Gruzja · Bakradze 12', 19' | 2:2(2:1)Raport | Litwa · 20' Lazdauskaitė · 59' Jonušaitė | Stadion im. Micheila Meschiego, Tbilisi Widzów: 2 100 Sędzia: Araksya Saribekyan |
|                            |                            |                |                                          |                                                                                  |

| 9 kwietnia 2024 18:00 CEST | Białoruś · Shlapakova 45' · Pilipenko 64' · Kozyupa 70' | 3:0(1:0)Raport | Gruzja | Stadion Dasaki, Achna (Cypr) Sędzia: María Eugenia Gil Soriano |
|                            |                                                         |                |        |                                                                |

| 9 kwietnia 2024 18:30 CEST | Litwa · Liužinaitė 46' | 1:0(0:0)Raport | Cypr | Stadion LFF, Wilno Widzów: 357 Sędzia: Louise Thompson |
|                            |                        |                |      |                                                        |

| 31 maja 2024 CEST | Litwa | 0:3 (wo.)Raport | Białoruś |  |
|                   |       |                 |          |  |

| 31 maja 2024 CEST | Cypr | 0:2(0:1)Raport | Gruzja · 32' Khaburdzania · 63' Bakradze | Stadion Dasaki, Achna Widzów: 270 Sędzia: Karoline Marie Jensen |
|                   |      |                |                                          |                                                                 |

| 4 czerwca 2024 15:00 CEST | Białoruś | 3:0 (wo.)Raport | Litwa |  |
|                           |          |                 |       |  |

| 4 czerwca 2024 18:00 CEST | Gruzja · Bakradze 13' | 1:0(1:0)Raport | Cypr | Stadion im. Micheila Meschiego, Tbilisi Widzów: 1 250 Sędzia: Farida Lutfaliyeva |
|                           |                       |                |      |                                                                                  |

| 12 lipca 2024 18:00 CEST | Gruzja | 0:2(0:0)Raport | Białoruś · 86' Alkhovik · 90+2' Valiuk | Stadion im. Micheila Meschiego, Tbilisi Widzów: 1 240 Sędzia: Oxana Cruc |
|                          |        |                |                                        |                                                                          |

| 12 lipca 2024 19:00 CEST | Cypr · Matsoukari 24' | 1:2(1:1)Raport | Litwa · 28', 90+5' Jonušaitė | Stadion Dasaki, Achna Widzów: 207 Sędzia: Jeļena Jermolajeva |
|                          |                       |                |                              |                                                              |

| 16 lipca 2024 19:00 CEST | Białoruś · Shuppo 15' (k) · Maniukova 41' · Alkhovik 55' · Belaya 65' · Charlionak 90' | 5:0(2:0)Raport | Cypr | Stadion im. Micheila Meschiego, Tbilisi (Gruzja) Sędzia: Vesna Miletic |
|                          |                                                                                        |                |      |                                                                        |

| 16 lipca 2024 19:00 CEST | Litwa | 0:1(0:0)Raport | Gruzja · 88' (k) Bebia | LSC Sports Complex, Druskieniki Widzów: 260 Sędzia: Martina Molinaro |
|                          |       |                |                        |                                                                      |

## Strzelczynie

### 4 gole
- Teona Bakradze

### 3 gole
- Rimantė Jonušaitė

### 2 gole
- Karyna Alkhovik
- Anastasiya Shlapakova
- Anastasiya Shuppo

### 1 gol
- Valeriya Belaya
- Alina Charlionak
- Anna Kozyupa
- Ksenia Kubichnaya
- Darya Maniukova
- Anna Pilipenko
- Viktoryia Valiuk
- Anna Matsoukari
- Irina Khaburdzania
- Ugnė Lazdauskaitė
- Milda Liužinaitė